# Niederstrasser-Bahn
Die Niederstrasser-Bahn war eine Kohlenbahn, die 1850 eröffnet wurde und Thomasroith im Braunkohlerevier von Ottnang am Hausruck (Wolfsegg-Traunthaler Kohlenwerks AG) mit dem Kohleterminal Niederstrass bei Attnang verband. Von dort wurde die Kohle mit Fuhrwerk und Schiff (Traunsee) bis zu den Ebenseer Salinen weiterbefördert. Die Linie Thomasroith – Niederstrass (Attnang) war die erste Eisenbahn des heute sehr bedeutenden österreichischen Eisenbahnknotens Attnang-Puchheim.
In der Richtung Thomasroith – Niederstrass kamen die Züge auf der schmalspurigen Trasse (1106 mm) aufgrund des durchgängigen Gefälles (bis zu 40 Promille) völlig ohne Kraftquelle aus. Für den Rückweg wurden zuerst Tiere (Ochsen, Pferde), dann aber ab 1870 Dampflokomotiven benutzt.
Im Zuge der Errichtung der Linie Schärding – Attnang-Puchheim der Kronprinz Rudolf-Bahn (1875–1877) wurde die Niederstrasserbahn einerseits aufgelassen, andererseits wurde ihre Trasse in Abschnitten für die neue Normalspurbahn genutzt. Der Kohletransport Thomasroith – Attnang wurde fortan über die Holzleithener Zweigbahn (Holzleithen – Thomasroith) abgewickelt. 1938 wurde auch diese abgetragen, 1968 wurde der Kohleabbau in Thomasroith eingestellt.

## Weblink
- Oberegger, Elmar: Die Niederstrasser-Bahn(1850-1877). Erste Eisenbahn von Attnang-Puchheim. In: Zur Eisenbahngeschichte des Alpen-Donau-Adriaraumes. Internet 2006 ff.